# Militaire kamer
De Militaire Kamer is in Nederland het in het militair strafrecht gespecialiseerde onderdeel van de rechtbank c.q. het gerechtshof in Arnhem. De Militaire Kamer is sinds 1991 in de plaats gekomen van de Krijgsraad (militaire rechtbank).

## Geschiedenis
Tot 1 januari 1991 werden de Nederlandse militairen die van strafbare feiten werden verdacht ter verantwoording geroepen bij de krijgsraad. Dit instituut viel onder het ministerie van Defensie en werd ook vanuit het defensiebudget gefinancierd. Er was een burgerpresident van de krijgsraad en daarnaast werden door het ministerie van Defensie militaire leden beschikbaar gesteld om de meervoudige kamer van de krijgsraad te completeren. Er waren tot 1971 verschillende krijgsraden, namelijk in Den Bosch, Den Haag (de ‘Permanente Krijgsraad Nederland voor de Zeemacht’) en Arnhem. In 1971 zijn de verschillende krijgsraden samengevoegd tot de arrondissementskrijgsraad die zetelde in Arnhem.
Als krijgsraad te velde hield de krijgsraad vanuit Arnhem ook zittingen in de Bondsrepubliek Duitsland, waar van de Landmacht en de Luchtmacht onderdelen waren gelegerd in Bergen-Hohne, Seedorf, Blomberg en Stolzenau.
In het militaire strafrecht en het oorlogsstrafrecht bleef de doodstraf mogelijk totdat in 1983 in de Grondwet bepaald werd dat de doodstraf niet mag worden opgelegd. Met ingang van 1990 verdween de doodstraf letterlijk uit de desbetreffende wetten. Daardoor was de krijgsraad de laatste Nederlandse rechter die (theoretisch) de doodstraf kon opleggen.   
De beroepsinstantie van de militairen ten tijde van de krijgsraad was het Hoog Militair Gerechtshof (HMG), dat in Den Haag zetelde. Dit gerechtshof sprak in beroep ook recht in tuchtzaken, als een gestrafte in beroep was gegaan van een straf opgelegd door zijn tot straffen bevoegde commandant. Sinds 1991 is de procedure van hoger beroep tegen strafvonnissen van de Militaire Kamer ondergebracht bij het gerechtshof in Arnhem. Vanaf dat moment werd de Militaire Kamer in Arnhem de hoogste instantie inzake militaire tuchtzaken.  
Een bijzonderheid van de krijgsraad was dat de functie van rechter-commissaris (de onderzoeksrechter) bestond in de officier-commissaris. Dat was een militair jurist, doorgaans in de rang van luitenant-kolonel, die werd ondersteund door een luitenant. De rol van aanklager ten tijde van de krijgsraad werd vervuld door een zogenaamde auditeur-militair en diens aparte afdeling bij het openbaar ministerie. De taak van de parketpolitie werd bij de Krijgsraad vervuld door medewerkers van de Koninklijke Marechaussee, die in die functie provoost werden genoemd.

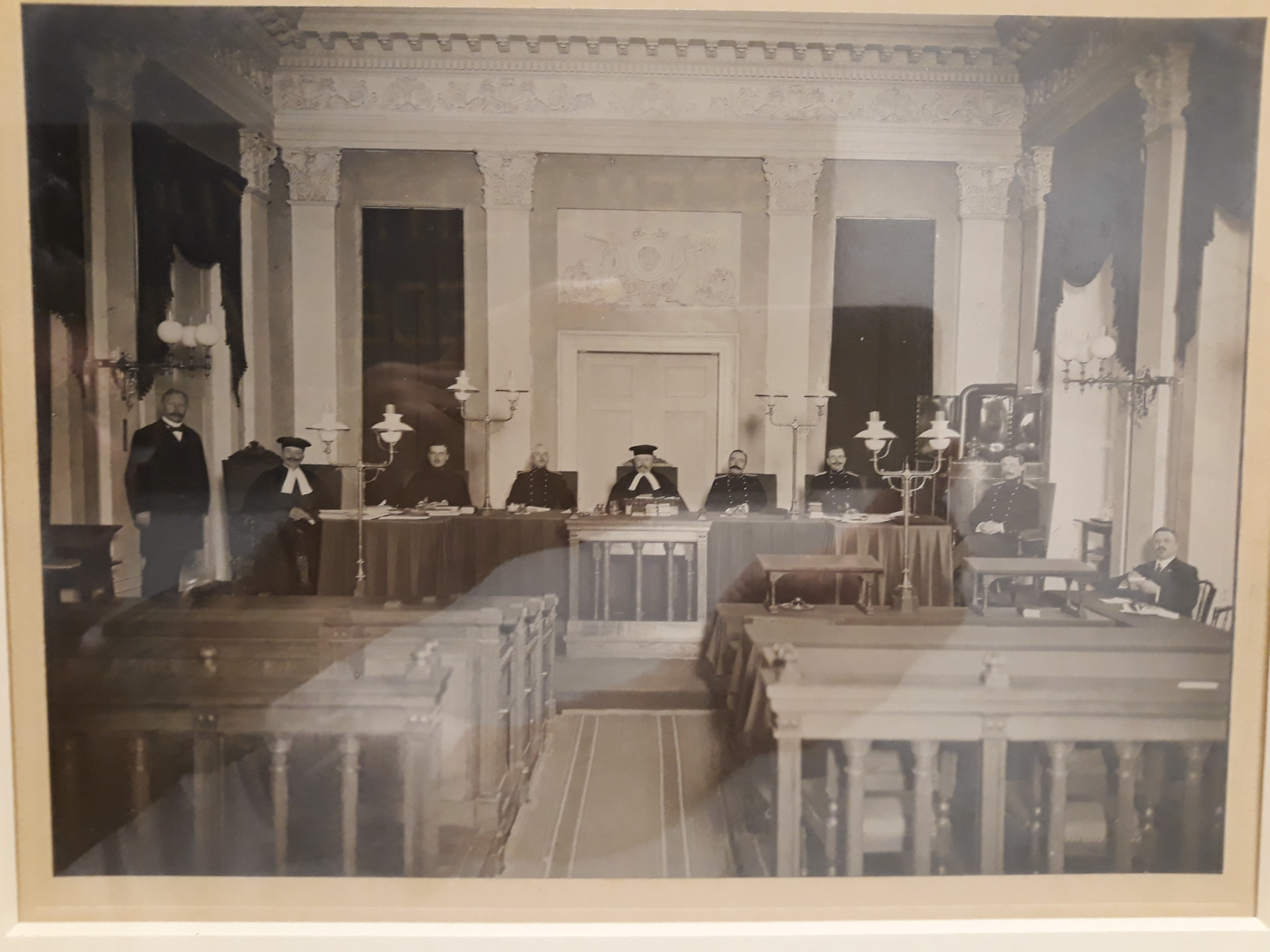
Krijgsraad anno 1914

## Militaire Kamer
Vanaf 1 januari 1991 is in de Arnhemse rechtbank de Militaire Kamer van start gegaan. De Militaire Kamer bestaat uit zowel burgerrechters als militaire rechters, ‘militair lid’ genoemd. De Kamer spreekt recht in verschillende verschijningsvormen: de militaire kantonrechter (overtredingen), de militaire politierechter (eenvoudige misdrijven), de militaire raadkamer (verzoek- en bezwaarschriften), de meervoudige militaire strafkamer (zwaardere misdrijven) en de meervoudige militaire tuchtkamer (behandeling van tuchtzaken waarbij de tot straffen bevoegde commandant de militair een straf kan opleggen waartegen de militair in beroep kan). Het rechtsgebied van de Militaire Kamer beslaat heel Nederland, maar ook daarbuiten: de Militaire Kamer behandelt ook strafbare feiten die door Nederlandse militairen waar ook ter wereld (zouden) zijn begaan. 
Het Wetboek van militair strafrecht (MSr), de Wet militaire strafrechtspraak (WMS) en de Wet militair tuchtrecht (WMT) zijn ook op 1 januari 1991 in werking getreden. Ingevolge de Wet herziening gerechtelijke kaart is de Militaire Kamer per 1 april 2013 ondergebracht in de rechtbank Gelderland, met Arnhem als zittingsplaats. In tegenstelling tot de voormalige krijgsraad bestaat de meervoudige militaire strafkamer uit twee burgerrechters en een militair lid. In de tijd voor de opschorting van de dienstplicht vervulden dienstplichtige juridisch geschoolde officieren als griffier hun dienstplicht bij de militaire kamer. Na de opschorting van de dienstplicht in 1996 wordt de functie van griffier vervuld door senior juridisch medewerkers bij de rechtbank Gelderland. Daarnaast beschikt de Militaire Kamer sinds 2019 (weer) over een militaire griffier, die de rang van Kapitein heeft. De militaire kamer opereert voor heel Nederland en deed aanvankelijk ook zittingen bij in de Bondsrepubliek Duitsland gelegerde onderdelen van Land- en Luchtmacht tot het moment dat deze legeronderdelen uit Duitsland werden teruggetrokken. Deze zittingen werden op basis van het NAVO Status-verdrag in Duitsland gehouden, zodat burgers en autoriteiten daar konden waarnemen hoe zaken, meestal aldaar begaan, door de Nederlandse justitie werden afgedaan.
Alle meervoudig gewezen strafvonnissen van de Militaire Kamer worden gepubliceerd op www.rechtspraak.nl.

## Tuchtzaken
In militaire tuchtzaken is de Militaire Kamer de hoogste beroepsinstantie. Het militaire tuchtproces kent - net als het strafrecht - drie fases. De eerste fase is die van de beschuldiging en een eventuele strafoplegging door de commandant, ook genoemd "tot straffen bevoegde meerdere". Daarna bestaat een mogelijkheid van beklag bij de zogenaamde beklagmeerdere. Dit is doorgaans de commandant van de tot straffen bevoegde meerdere.
In hoogste instantie kan vervolgens bij de Militaire Kamer beroep (ook genoemd: appel) worden ingesteld tegen de beslissing van de beklagmeerdere.
Alleen in zeer principiële gevallen kan daarna nog de Procureur-Generaal bij de Hoge Raad cassatie in het belang der wet instellen.  
Beroepszaken op tuchtrechtgebied trokken in het begin een flinke wissel op het werk van de Militaire Kamer. Het HMG had weliswaar al jurisprudentie gecreëerd, maar de WMT was geheel anders van opzet en bevatte veel dwingende procedureregels. Het was aan de Kamer om uiteindelijke jurisprudentie te vormen, omdat tegen tuchtuitspraken van de Militaire Kamer geen beroep of cassatie mogelijk is (uitgezonderd dus cassatie in het belang der wet).
Sinds in de late jaren 1990 in het tuchtproces de "beklagmeerdere" is ingevoerd, is het aantal ingediende tuchtberoepzaken bij de Militaire Kamer flink verminderd.
De vorming van jurisprudentie in het tuchtrecht heeft van de militaire kamer heel wat beraadslaagtijd gevergd. De rechters die de zaak hadden behandeld bleven verantwoordelijk voor de uitspraak die gedaan werd, maar vaak werden zaken kamerbreed besproken om te bezien hoe de Wet militair tuchtrecht (WMT) moest worden uitgelegd, mede aan de hand van de wetsgeschiedenis en parlementaire behandeling. Op die manier werd aan rechtsontwikkeling gedaan. Doordat de procedureregels strikt zijn geformuleerd, werden overigens veel beroepszaken niet ontvankelijk verklaard wegens schending van zo'n procedureregel.
Een bijzonderheid van de WMT is dat de militair, die een uitgaansverbod was opgelegd, destijds aan de voorzitter van de Militaire Kamer een schorsingsverzoek kon doen. Dat gebeurde meestal telefonisch. Dit kwam nogal eens voor in de tijd dat er nog dienstplichtige militairen waren. Die militairen hadden dan bijvoorbeeld in het weekend een baantje of speelden in een band waarmee zij in het weekend moesten optreden en hen werd dan bijvoorbeeld op vrijdagmiddag net voor verlof een uitgaansverbod opgelegd, waardoor zij dat weekend op de kazerne zouden moeten blijven. De voorzitter van de Militaire Kamer hoorde dan telefonisch de betrokken militair en daarna de commandant die de straf had opgelegd. Vervolgens besliste de voorzitter direct, mondeling, op het schorsingsverzoek.
Nadat in 1996 de militaire dienstplicht was opgeschort, verminderde het aantal tuchtzaken - dat aanvankelijk ongeveer 600 per jaar had bedragen - sterk. Na 1996 liep het aantal tuchtzaken bovendien nog verder terug omdat een beroepsmilitair eerder tot de "orde" zal worden geroepen via een bestuursrechtelijk traject dan via het tuchtrecht. 
Net als de strafvonnissen van de meervoudige militaire kamer worden ook alle uitspraken in tuchtappèl van de Militaire Kamer gepubliceerd op www.rechtspraak.nl. 

## Militaire leden
De rol van de militaire leden in de Militaire Kamer - militaire juristen, in de rang van Kolonel - valt niet te onderschatten. Zij kennen de militaire organisatie en het werk binnen die organisatie en hebben vanuit die invalshoek een zeer wezenlijke inbreng bij de afdoening van zaken. Waren de mannelijke burgerrechters in de Militaire Kamer aanvankelijk nog enigszins op de hoogte hoe het er in de militaire organisatie aan toeging, omdat zij meestal zelf hadden gediend als dienstplichtige, de huidige en toekomstige generaties burgerrechters zijn doorgaans minder bekend met het reilen en zeilen binnen een militaire organisatie. 
De militaire leden in de Militaire Kamer werden vanaf het begin gestationeerd bij de rechtbank Arnhem en deden daar (in uniform) volledig mee bij de zittingen van de militaire kamer. Dat waren in het begin minimaal een meervoudige strafkamer en een meervoudige tuchtzitting per week. Na het opschorten van de militaire dienstplicht werd het aanbod van met name tuchtzaken voor de meervoudige kamer minder en zaten de militaire leden ook gewone strafzittingen bij als rechter-plaatsvervanger, ze waren dan in toga.
De rol van de militaire leden in de militaire rechtspraak is een zeer wezenlijke. Hij/zij geeft de civiele collega's de essentiële informatie over de krijgsmacht, de rol van de militair daarin en de gevolgen van het handelen van de militair binnen de militaire organisatie. Nu militairen steeds vaker op missies worden uitgezonden slaat hun handelen vaak direct terug op dat van hun collega's en hun aller veiligheid. Om dit in een juist kader te kunnen zien en de impact van het handelen op waarde te kunnen schatten is de informatie van het militair lid van cruciaal belang voor een goede beoordeling van de zaak. Het militair lid kent de reikwijdte en strekking van een mandaat waarmee militairen worden uitgezonden en kent de rules of engagement. Al deze informatie is van groot belang voor een goede, degelijke en eerlijke rechtspraak. Begrip van de omstandigheden ter plaatse, situational awareness, kan van groot belang zijn voor een goede beoordeling van de strafzaken van militairen. Dat geldt ook voor een goed begrip voor de situatie waarin veteranen zich soms bevinden. Doordat de militaire leden ook af en toe als rechter in gewone strafzaken optreden, doen zij meer ervaring als rechter op. Zij hebben als Rechter-in-opleiding ook een training on the job gevolgd. Zij weten zich daardoor beter magistratelijk op te stellen en te beslissen als een onbevooroordeeld lid van de onafhankelijke rechterlijke macht in Nederland. Dit wordt gezien als een voordeel, zowel voor het rechterlijk functioneren van het militair lid zelf, als voor de rechterlijke macht als Derde Staatsmacht.

## Niet-militaire rechters
De burgerrechters in de Militaire Kamer worden zoveel mogelijk geselecteerd uit ervaren strafrechters. Daarbij maakt het niet uit of zij man of vrouw zijn. Wel wordt er op gelet of zij affiniteit hebben met het militaire werkveld waarmee zij te maken krijgen. De (vaste) voorzitter van de Militaire Kamer is een senior rechter. De voorzitter heeft verschillende eigen bevoegdheden op grond van de Wet militaire strafrechtspraak en de Wet militair tuchtrecht. 
Voor een goede oordeelsvorming en een eerlijk proces van de verdachten en andere betrokkenen is van belang dat deze strafrechters kennis dragen van de omstandigheden waaronder militairen hun werk moeten doen. Aan de ontwikkeling van deze 'situational awareness' wordt dan ook de nodige aandacht besteed, met name door werkbezoeken aan de krijgsmacht en door specifieke trainingen en cursussen. Hierdoor beschikken ook de niet-militaire rechters in de Militaire Kamer over voldoende bagage om rekening te houden met de soms bijzondere gevolgen van strafoplegging aan militairen, maar ook met de bijzondere verantwoordelijkheden die van militairen mogen worden verlangd.
De burgerrechters in de Militaire Kamer behandelen de eenvoudiger misdrijfzaken als militaire politierechter. Dat doen zij dus enkelvoudig ('unus-rechtspraak'). Dat geldt ook voor militaire kantonzittingen, waarbij de burgerrechters in de Militaire Kamer als militaire kantonrechter beslissen over overtredingen, waarvan militairen worden verdacht. De militaire leden mogen niet als enkelvoudige kamer optreden. 